# Carola Bauckholt
Carola Bauckholt (* 21. August 1959 in Krefeld) ist eine deutsche Komponistin, Verlegerin und Intermedia-Künstlerin.

## Leben
Nach mehrjähriger Mitarbeit im Krefelder Theater am Marienplatz TAM studierte Bauckholt von 1978 bis 1984 an der Musikhochschule Köln bei Mauricio Kagel.
1985 gründete sie mit Caspar Johannes Walter, Erik Oña, María Cecilia Villanueva, Mariano Etkin und Manos Tsangaris den Thürmchen Verlag, seit 1991 arbeitet sie auch im Thürmchen Ensemble mit. Seit 1996 ist sie mit Caspar Johannes Walter verheiratet. Beide zogen Mitte 2013 mit ihren zwei Kindern nach Freiburg im Breisgau. Seit 2015 ist sie Professorin für Komposition mit Schwerpunkt zeitgenössisches Musiktheater an der Anton Bruckner Privatuniversität Linz.
Sie erhielt zahlreiche Stipendien und Auszeichnungen (u. a. beim B.-A.-Zimmermann-Wettbewerb Kölner Gesellschaft für Neue Musik 1987 und beim Carl-Maria-von-Weber-Wettbewerb, Dresden 1992/93) und vertrat Deutschland bei den Weltmusiktagen der Internationalen Gesellschaft für Neue Musik ISCM in Kopenhagen 1996, Seoul 1997 und 2004 in der Schweiz.
Ein zentrales Moment der Werke von Bauckholt ist das Nachdenken über das Phänomen der Wahrnehmung und des Verstehens. Ihre Kompositionen vermischen oft Elemente aus Performance, Musiktheater und konzertanter Musik. Dafür bedient sie sich gerne geräuschhafter Klänge, die oft mit ungewohnten Mitteln erzeugt werden und nicht in ein vorgegebenes Kompositionsraster einarbeitet, sondern in ihrer freien Entfaltung beobachtet und fortgeführt werden.
Bauckholt wurde 2013 als Mitglied in die Sektion Musik der Akademie der Künste Berlin gewählt, 2020 als Mitglied in die Klasse der Künste der Nordrhein-Westfälischen Akademie der Wissenschaften und der Künste. Im Herbst 2021 wurde sie zur AdK-Sektionsleiterin Musik gewählt.

## Werke
- grave (1982)
- Der gefaltete Blick (1984)
- Das klagende Leid (1985)
- Polizeitrieb (1985)
- Die faule Vernunft (1986/87)
- Hornduo (1986/87)
- zwei Trichter (1987/88)
- Trio (1988/89)
- erinnern vergessen (1989)
- 3 Sätze für Blechbläserquintett (1989)
- Schraubdichtung (1989/90)
- langsamer als ich dachte (1990)
- mehr oder weniger (1991)
- In gewohnter Umgebung I (1991)
- offen und beweglich (1992)
- Geräusche (1992)
- Zopf (1992/94)
- Maulwurf (1993)
- Luftwurzeln (1993)
- Klarinettentrio (1993)
- Streichtrio (1994)
- Pumpe (1994)
- vertraute Rätsel (1995/96)
- Doina (1996)
- Kurbel und Wolke (1997)
- Stachel der Empfindlichkeit (1997/98)
- nein allein (1999/2000)
- Nestwärme (2000)
- Atempause (2000/01)
- streicheln (2001)
- Die Alte (2001)
- Emil (2001)
- Hubschrauber (2001/2002)
- Cellotrio (2002)
- Geräuschtöne (2002)
- Kugel (2002/03)
- Reibeklänge (2004)
- Reibung & Verschleiß (2004)
- nachts – drei Frauenstimmen im Taxi (2004) (Teil der Musiktheaterperformance „Großstadt nachts“)
- Vollmond, unter null (2004)
- Gegenwind (2004)
- Reibung&Verschleiß (2004)
- Reibeklänge (2004)
- blinder Fleck (2005/06)
- hellhörig (2004–2007)
- Instinkt (2007)
- Vormittagsspuk (2008)
- Mensch und Tier (2008/2009)
- Myzel (2009)
- Liebeslied (2010)
- Schlammflocke (2010)
- Emil will nicht schlafen … (2010)
- Hirn & Ei (2010/2011)
- ohne worte (2011)
- Lichtung (2011)
- Laufwerk (2011)
- ohne worte zwei (2011)
- Humus (2011)
- Zugvögel (2011/2012)
- Schlammflocke II (2012)
- Kohle, Kreide (2012)
- Stroh (2012/2013)
- Sog (2012/2013)
- Brunnen (2013)
- Der aufgefaltete Raum (2014/2015)
- The Vacuum Pack (2014/2015)
- Im Auge des Klangs (2017/18)
- ... mich wundert, das ich so frelich bin! (2019)
- Implicit Knowledge (2019/2020)
- Pacific Time (2022)

## Diskografie
- Treibstoff / Zopf / Streichtrio / Luftwurzeln / Klarinettentrio / Schraubdichtung / sottovoce / mehr oder weniger (Wergo, 1997)
- Gesang und Geräusch  (Timescraper, 1998)
- Hellhörig (Coviello, 2010)
- Instinkt, Kugel, Geräuschtöne, Nein allein, Cellotrio, Schraubdichtung   (Coviello, 2010)
- Carola Bauckholt: Ich muss mit dir reden; Cikada   (2L, 2015)
- Album: Crank and cloud – Orchestral Works (2024)

## Auszeichnungen
- 1986: Bernd-Alois-Zimmermann-Stipendium der Stadt Köln
- 1997: Stipendiatin der Deutschen Akademie Rom Villa Massimo[5]
- 1998: Künstlerinnenpreis NRW, Hauptpreis Komposition/Neue Musik[6]
- 2010: Deutscher Musikautorenpreis im Bereich Komposition Instrumentalmusik
- 2025: Louis Spohr Musikpreis Braunschweig

## Texte
- Fall und Knall. Kommunikation zwischen disparatem Material. In: MusikTexte 147, November 2015, 59–61.
- Balance zwischen abstrakt und konkret. Gedanken zu meiner Musik. In: MusikTexte 147, November 2015, 67–68.